# 1963 في البرتغال
فيما يلي قوائم الأحداث التي وقعت خلال عام 1963 في البرتغال.

## رياضة
- 1 يناير – نهائي كأس أوروبا 1963

## مواليد

### يناير
- 26 يناير – جوزيه مورينيو لاعب ومدرب كرة قدم برتغالي.
- 28 يناير – أنطونيو فيليبي سياسي برتغالي.

### فبراير
- 14 فبراير – بيدرو كورديرو لاعب كرة مضرب برتغالي.

### مارس
- 8 مارس – روي فيليبي كايتانو لاعب كرة قدم برتغالي.

### يونيو
- 7 يونيو – ميغيل ألبرتو ماركيز لاعب كرة قدم برتغالي.

### أغسطس
- 9 أغسطس – مانويلا ماتشادو رياضية برتغالية.

### سبتمبر
- 19 سبتمبر – جواو أرماندو غونسالفيس
- 21 سبتمبر – كارلوس بريتو

### أكتوبر
- 16 أكتوبر – فيليبي أوليفيرا دياز مهندس معماري برتغالي.

### نوفمبر
- 29 نوفمبر – لويس مارتينز لاعب كرة قدم.

## وفيات

### نوفمبر
- 20 نوفمبر – فاسكو دي كارفاليو (مواليد 1902)